# Partito Nazionale Agrario
Il Partito Nazionale Agrario (in spagnolo: Partido Nacional Agrarista) (PNA) è stato un partito politico messicano. 
Fu fondato nel 1920 da Antonio Díaz Soto y Gama, Octavio Paz Solórzano, Andrés Molina Enríquez, Graciano Sánchez, Úrsulo Galván e Aurelio Manrique, e fu sostenuto dal presidente Álvaro Obregón (1920-1924). Il partito unì il ruralismo con una lieve forma di anarchismo e si considerò il successore ideologico di Emiliano Zapata. Era a favore della distribuzione della terra e della proprietà fondiaria comune sotto forma di ejidos e sosteneva le campagne anticlericali del governo. 
In alleanza con il Partito Laburista Messicano (PLM), il partito vinse le elezioni del Congresso sotto i carismatici leader Díaz Soto y Gama e Galván nel 1922. Il PNA fu particolarmente influente negli stati del Golfo del Messico e mantenne buoni rapporti con i governatori Emilio Portes Gil del Tamaulipas, Adalberto Tejeda del Veracruz e Tomás Garrido Canabal del Tabasco. Il PNA fu un gradito supporto al governo messicano nel reprimere la ribellione delahuertista nel 1923. Sotto il successore di Obregón Plutarco Elías Calles (1924-1928), il partito perse influenza, soprattutto a favore del PLM. Il membro del PNA Leopoldo Reynosa Díaz, un alleato di Calles, riuscì ad eliminare Díaz Soto y Gama e Manrique dal comitato dirigente, con il supporto di Calles. 
Il PNA sostenne la rielezione di Obregón nel 1928, sperando di riguadagnare il suo potere, ma Obregón fu assassinato poco dopo la sua elezione. La maggior parte dei membri del PNA si unì al Partito Nazionale Rivoluzionario (PNR) fondato da Calles nel 1929. All'inizio degli anni '40, gli ultimi resti del PNA scomparvero.

## Candidati alla presidenza
- 1924: Plutarco Elías Calles
- 1928: Álvaro Obregón
- 1929: Pascual Ortiz Rubio
- 1934: Adalberto Tejeda
- 1940: Juan Andreu Almazán